# Йоркширский диалект английского языка
Йоркширский диалект английского языка — диалект, который относится к идиомам английского языка, на которых говорят в регионе Северная Англия (графство Йоркшир, Великобритания). Эти идиомы чаще называют широкий йоркширский или тайк. Диалект берёт начало из древнеанглийского и древнескандинавского языков. Не путать с современным Йоркширским сленгом. Существует организация, The Yorkshire Dialect Society (она же East Riding Dialect Society), содействующая использованию диалекта как в шуточном контексте, так и в серьёзной лингвистике.
Йоркширский диалект считается не столь одиозным в отличие от остальных диалектов. Его можно обнаружить в таких классических литературных произведениях, как «Грозовой перевал» (англ. Wuthering Heights) и «Таинственный сад» (англ. The Secret Garden). Исследования показали, что местные акценты всё ещё распространены в Западном и Южном Йоркшире.

## Географическое распространение
Традиционно, в Йоркшире существовал не один диалект, а несколько. Обзор английских диалектов выявил множество различных диалектов в Йоркшире. Йоркширское диалектное общество проводит границу между двумя основными зонами примерно у реки Уорф. На область к юго-западу от реки больше влияет Мерсийский диалект, в то время как на северо-восток больше влияет нортумбрийский диалект. Различие было впервые установлено А. Дж. Эллисом в «Раннем английском произношении». Оно было одобрено Джозефом Райтом, основателем Йоркширского общества диалектов и автором словаря английского диалекта. Исследования, на уровне деревень, диалектными аналитиками, Стад (1906), Шеард (1945) и Рoрер (1950), нанесли на карту границу между этими двумя областями.
Со временем, речь стала ближе к стандартному английскому языку, и некоторые черты, которые когда-то отличали один город от другого, исчезли. В 1945 году Дж. А. Шеард предсказал, что различные влияния «вероятно приведут к созданию стандартного диалекта Западного Райдинга», а К. М. Петит обнаружил в 1985 году, что «такая ситуация очень близка к существованию». Однако, акцент Халла и Восточного Йоркшира остается заметно другим. Акцент области Мидлсбро имеет некоторое сходство с Джорди.